# Powerlifting ai Giochi mondiali 2022 - Pesi massimi femminile
La gara dei pesi massimi femminili di powerlifting ai Giochi mondiali 2022 si è svolta il 9 luglio 2022 a Birmingham.

## Risultati
| Rank | Atleta                 | Nazione                 | Squat    | Squat    | Squat | Bench press | Bench press | Bench press | Deadlift | Deadlift | Deadlift | Totale peso | Total punti |     |
| Rank | Atleta                 | Nazione                 | 1        | 2        | 3     | 1           | 2           | 3           | 1        | 2        | 3        | Totale peso | Total punti |     |
| ---- | ---------------------- | ----------------------- | -------- | -------- | ----- | ----------- | ----------- | ----------- | -------- | -------- | -------- | ----------- | ----------- | --- |
|      | Agata Sitko            | Polonia                 | 270.0    | 280.0    | 280.5 | 195.0       | 195.0       | 195.0-w     | 235.0-wj | 252.5-w  | 261.0-w  | 726.0-w     | 119.12      |     |
|      | Kelsey McCarthy        | Isole Vergini Americane | 235.0    | 242.5    | 250.0 | 165.0       | 170.0       | 172.5       | 200.0    | 207.5    | 212.5    | 625.0       | 109.44      |     |
|      | Cicera Tavares         | Brasile                 | 227.5-w1 | 240.0-w1 | 250.0 | 117.5       | 125.0       | 125.0       | 227.5    | 237.5-w  | 242.5-w  | 607.5-w1    | 105.46      |     |
| 4    | Marte Elverum          | Norvegia                | 235.0    | 242.5    | 250.0 | 137.5       | 142.5       | 145.0       | 235.0    | 245.0    | 252.5    | 632.5       | 104.57      |     |
| 5    | Cathrin Silberzahn     | Germania                | 230.0    | 240.0    | 242.5 | 140.0       | 145.0       | 145.0       | 190.0    | 200.0    | 210.0    | 587.5       | 101.52      |     |
| 6    | Ivana Horna            | Slovacchia              | 200.0    | 210.0    | 215.0 | 140.0       | 140.0       | 145.0       | 215.0    | 225.0    | 235.0    | 590.0       | 101.42      |     |
| 7    | Johanna Aguinaga       | Ecuador                 | 210.0    | 210.0    | 220.0 | 162.5       | 162.5       | 162.5       | 180.0    | 187.5    | 192.5    | 560.0       | 100.52      |     |
| 8    | Joyce Gail Reboton     | Filippine               | 235.0    | 242.5    | 247.5 | 142.5       | 142.5       | 147.5       | 212.5    | 212.5    | 220.0    | 602.5       | 99.16       |     |
| 9    | Ines Kahrer            | Austria                 | 215.0    | 222.5    | 227.5 | 130.0       | 130.0       | 135.0       | 180.0    | 185.0    | 185.0    | 537.5       | 92.92       |     |
| 10   | Sonja Stefanie Krueger | Germania                | 270.0-w  | 280.0-w  | 285.0 | 95.0        | 200.0       | 200.0       | 170.0    | 207.5    | 207.5    | 545.0       | 91.84       |     |
|      | Kloie Doublin          | Isole Vergini Americane | 235.0    | 245.0    | 252.5 | 165.0       | 165.0       | 165.0       | —        | 212.5    | 230.0    | 237.5       | DSQ         | DSQ |
|      | Francesca Parrello     | Italia                  | 245.0    | 257.5    | 257.5 | 132.5       | 140.0       | 145.0       | 225.0    | 242.5    | 247.5    | 645.0       | 106.25      |     |